# Concha Laca Ugaldebere
María Concepción Laca Ugaldebere, conocida como Concha o Conchita Laca, (Madrid, España, 21 de marzo de 1925-Irún, Guipúzcoa, 11 de noviembre de 2018) fue una ceramista, artesana, decoradora y escultora.

## Biografía
Nació en Madrid. Su madre fue Soledad Ugaldebere, nacida en Bilbao. Su padre, Doroteo Laca nació en Marquina-Jeméin (Vizcaya), y fue mecánico en Naviera Aznar en Madrid. Por ello, vivían en Madrid 7 meses y en Bérriz (Vizcaya) 5 meses. Tenía dos hermanas y ella era la menor.
Estudió administrativo, pero como no le gustaba esa profesión, en 1939 ingresó en la Escuela Municipal de Cerámica de Madrid, dirigida por D. Francisco Alcántara. Cuando su padre se enteró, quiso montarle una mercería antes de que se dedicara al arte. Su madre habló con el director, ya que no quería que su hija perdiera el tiempo, y acordaron darle un período de prueba. Tras 6 meses, el maestro declaró que era una persona muy talentosa y le propusieron una beca. Primero con esa beca, y luego con otra de la Obra Sindical Artisautza, estudió hasta 1947.

### Trayectoria profesional
Tras finalizar sus estudios trabajó como ayudante de profesora hasta 1952, que complementó con algunos de los trabajos que realizaba en el colegio, como realizar botones de cerámica para costura de alta gama, o elaborar unas jarras de cerveza repujadas, etc.
Don Mariano Benlliure quiso reproducir algunas de sus obras en porcelana, y tuvo como ayudante a Concha.
En 1952, cuando supo que Porcelanas del Bidasoa de Irún buscaba decorador, se presentó y, tras un mes de prueba, consiguió el puesto. En ese momento el director artístico de dicha compañía era don Manuel Benedicto.

Al despedirse del colegio de Madrid, el director Jacinto Alcántara (hijo del fundador) le dijo lo siguiente:
Me alegro mucho de que te hayan aceptado en esa empresa, porque es una de las mejores de Europa, pero te hago un aviso: muchas empresas me han pedido un perfil personal, pero solo quieren uno masculino, y No olvides lo que te diré: para darte la misma categoría que un hombre, tendrás que demostrar más que los hombres que tienes, sin embargo, nunca te pondrán en la misma categoría.
Así sucedió, pero como a Concha le gustaba tanto su trabajo, continuó durante muchos años. Trabajó en Porcelanas del Bidasoa de 1952 a 1984, un total de 34 años, primero como decoradora, en un departamento de 12 personas, todos hombres, menos ella. Para complementar los pequeños ingresos, trabajó en la empresa Artes Gráficas, preparando por horas dibujos para fotolitos.
En 1957 don Manuel Benedito le preguntó si conocía algún compañero que supiera modelar flores de porcelana. Sin pensarlo, respondió que ella mismo podía hacerlo y le pidió que hiciera algunas pruebas. Así, a partir de ese momento comenzó a realizar flores que nunca antes había hecho, pero como conocía muy bien la técnica de la porcelana comenzó a trabajar en el tema. Al principio tuvo problemas con la porcelana, por lo que, para obtener mayor plasticidad, empezó a añadirle clara de huevo (en definitiva, albúmina, que luego se elaboraba a partir de destrina en la fábrica). Cuando hizo dos rosas, dos claveles y dos dalias, vino a visitarlos el director de la fábrica que vivía en Madrid, y le dijo: Eso es lo que quería . A partir de ese momento su vida cambió. A partir de entonces no tuvo que competir con nadie en la fábrica. A partir de ese momento abandonó la empresa Arte Gráficas y trabajó únicamente en Porcelanas del Bidasoa.
Al poco tiempo, un muy buen escultor que trabajaba en la fábrica fue a la fábrica de Lladró, y a Concha le ofrecieron el puesto, que aceptó y desde ese momento se convirtió en escultora.

### Jubilación
Se jubiló en 1984 en Porcelanas del Bidasoa, aunque colaboró con ella hasta el año 2000, realizando algunos de los diseños por encargo. Cuando se jubiló quiso montar una pequeña fábrica para seguir haciendo flores en casa, pero le pidieron seis millones de pesetas para un horno de un metro cúbico de capacidad, y como era mucho dinero abandonó la idea.
Sin embargo, no se quedó parada, desde 1984 impartió clases de acuarela (dos días a la semana) y decoración en porcelana (una vez a la semana) en la escuela de arte Catalina de Erauso. Por esta dedicación altruista en 2006, el colegio y los alumnos le rindieron un merecido homenaje.

## Obras
Algunas de las obras de Concha Laca se pueden contemplar en la colección permanente del Museo Vasco de Bilbao, en la sala dedicada a la Cerámica y Porcelana Vasca.

## Premios y reconocimientos
- Su obra fue premiada por la Obra Nacional de Artesanía y el Ayuntamiento de Madrid.[2]
- En 1995 Diputación Foral de Guipúzcoa le concedió el título de Artesana Predilecta de Guipúzcoa.[2]
- En 2006, por su dedicación altruista en la escuela de arte Catalina de Erauso, la escuela y los alumnos le rindieron un merecido homenaje.
- Fue socia fundadora de la galería Otzazki, fue nombrada Socia Honoraria.[5]
- En 2018 los participantes del taller de arte Garabateando en Fuenterrabía le rindieron homenaje.[5]